# Энтлебух (Люцерн)
Энтлебух (нем. Entlebuch LU) — коммуна в Швейцарии в кантоне Люцерн (LU). Входил в избирательный округ Энтлебух. Население составляет 3257 человек (на 31 декабря 2022 года). Официальный код — 1002.

## История
Энтлебух впервые упоминается в 1157 году как Entilibuoch или Entelinbuoch.

## Географическое положение
Площадь Энтлебуха составляет 56,89 км². 31 декабря 2005 года 50,1 % площади составляли сельскохозяйственные угодья, 42,6 % — леса, 3,7 % территории заселено, 3,6 % — пересечённая местность. Коммуна находится на слиянии рек Энтлен (нем. Entlen) и Эмме (нем. Emme), Состоит из деревень Энтлебух, Эбнет (нем. Ebnet), Финстервальд (нем. Finsterwald), Ренг (нем. Rengg), Ротмос (нем. Rotmoos), Гфеллен (нем. Gfellen). Находится в 9 километрах от крупного железнодорожного узла Вольхузен.

## Население
31 декабря 2015 года в Энтлебухе проживало 3349 человек. В 2011 году 24,3 % населения были в возрасте до 19 лет, 58,6 % — от 20 до 64 лет, старше 65 лет были 17,1 %. В Энтлебухе 58,5 % имели высшее или среднее специальное образование. В 2000 году в коммуне было 1157 домашних хозяйства, из которых 28,2 % состояли из одного человека, 18,2 % состояли из более чем 4 человек.
| 1745 | 1798 | 1816 | 1837 | 1850 | 1900 | 1950 | 2000 | 2006 | 2011 | 2015 |
| ---- | ---- | ---- | ---- | ---- | ---- | ---- | ---- | ---- | ---- | ---- |
| 1470 | 1830 | 2314 | 2741 | 3085 | 2677 | 3190 | 3366 | 3381 | 3298 | 3349 |